# Wspólnota administracyjna Rohrbach
Wspólnota administracyjna Rohrbach – wspólnota administracyjna (niem. Verwaltungsgemeinschaft) w Niemczech, w kraju związkowym Bawaria, w rejencji Górna Bawaria, w regionie Südostoberbayern, w powiecie Mühldorf am Inn. Siedziba wspólnoty znajduje się w miejscowości Erharting. Powstała na początku 1980.
Wspólnota administracyjna zrzesza trzy gminy wiejskie (Gemeinde): 
- Erharting, 905 mieszkańców, 13,69 km²
- Niederbergkirchen, 1 229 mieszkańców, 24,70 km²
- Niedertaufkirchen, 1 317 mieszkańców, 26,69 km²